# Hochzeitshaus (Hameln)

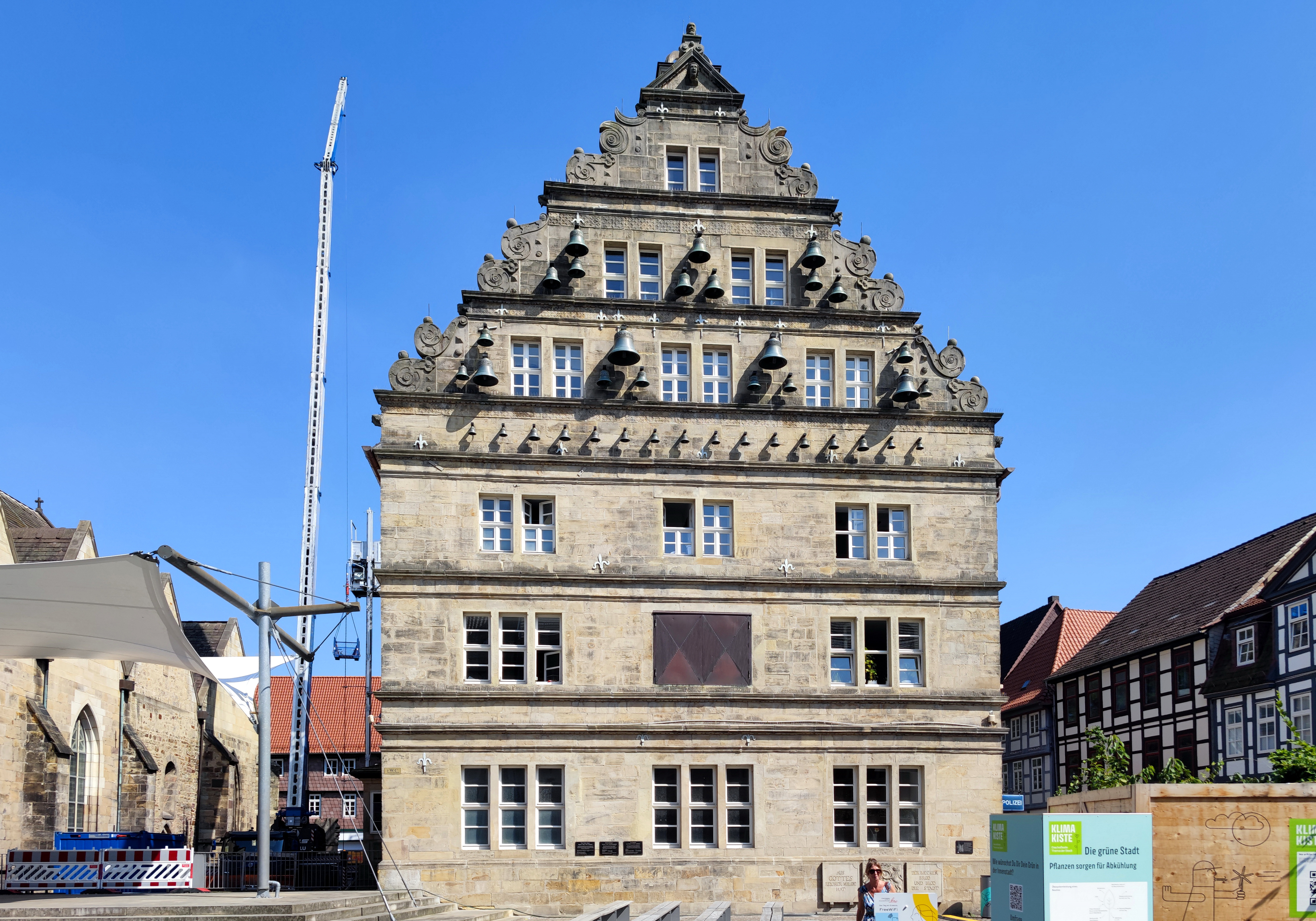
Hochzeitshaus mit Glockenspiel. Mittig in der Fassade befindet sich die Bronzetür, die sich für das Figurenspiel öffnet

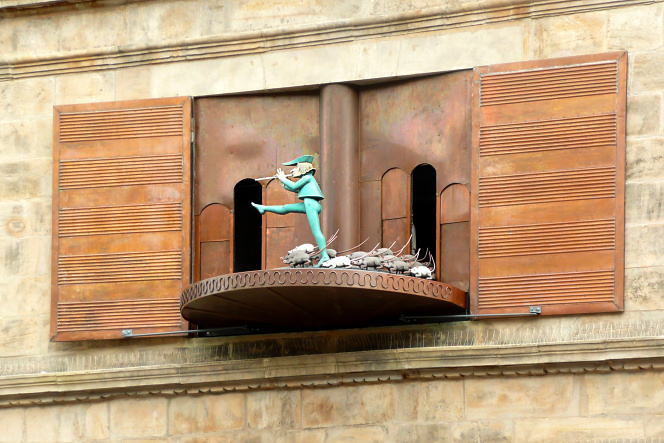
Glockenspiel zur Rattenfängersage

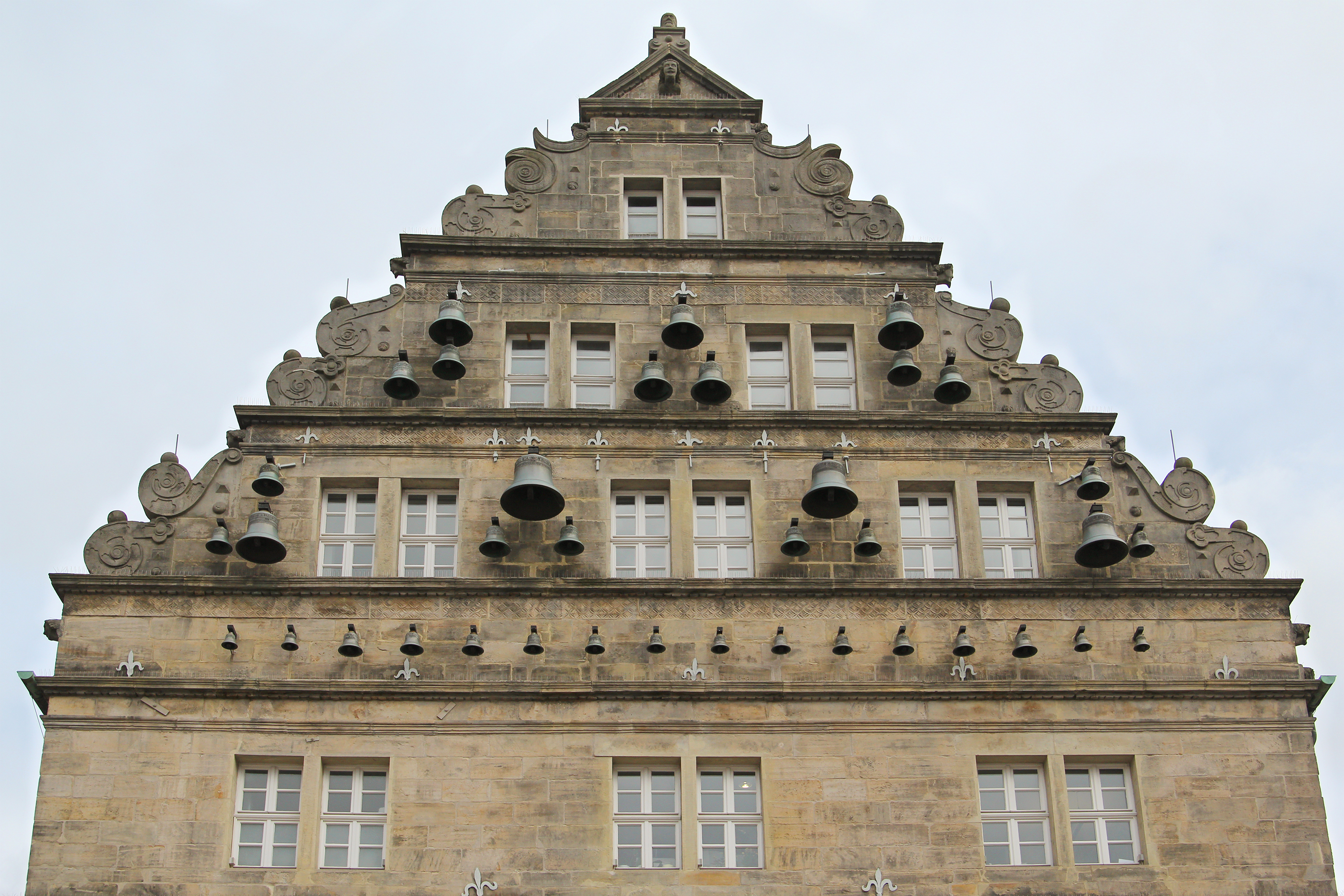
Glocken am Hochzeitshaus

Das Hochzeitshaus in Hameln ist ein bedeutender Weserrenaissance-Bau in Niedersachsen, der aus Süntelsandstein gebaut wurde. Es gilt als das letzte Gebäude aus Stein, das in diesem Stil in Hameln erbaut wurde und steht unter Denkmalschutz. Die Bauzeit war von 1610 bis 1617.
Das Hochzeitshaus in Hameln war kein Ort zum Heiraten, sondern diente als Fest- und Feierhaus der Bürgerschaft. Der Name Hochzeit (eigentlich: Hoch-Zeit) leitet sich aus „hohe Zeit“ ab, der Zeit des Jahres, in der Feste aller Art gefeiert wurden. Seit den 1950er Jahren ist dort allerdings das Standesamt der Stadt Hameln untergebracht.
Das Hochzeitshaus in Hameln verfügte über einen Festsaal, eine Stadtwaage, einen Gerichtssaal, eine Wein- oder Ratsschenke, eine Rüstkammer sowie eine Apotheke. Die Ratsapotheke wurde ab 1822 von F. W. A. Sertürner, dem Entdecker des Morphiums, betrieben, der dort bis zu seinem Tod im Jahr 1841 arbeitete. Am Gebäude befindet sich eine Erinnerungstafel für Sertürner.
Der Baukörper aus Sandstein ist horizontal durch umlaufende Gurtgesimse stark gegliedert. Die Längsflucht des Gebäudes beträgt 43 Meter. Die Sandsteinquader werden durch ornamentierte Steinbänder mit sogenanntem Beschlagwerk aufgeteilt. Aufgrund der Gestaltung der Volutengiebel und der Zwerchhäuser wird mittels eines Stilvergleichs vermutet, dass der Baumeister des Schlosses Hämelschenburg, Eberhard Wilkening, auch der Baumeister des Hochzeitshauses war.
Das Glockenspiel am Hochzeitshaus mit 37 Glocken ersetzt seit dem Jahre 1964 die im April 1945 durch Kriegseinwirkungen zerstörte Uhr. Die Figuren des Glockenspiels stammen vom Bildhauer Walter Volland nach einer Vorlage des Kunstprofessors Harro Siegel.
Dreimal täglich um 13:05, 15:35 und 17:35 Uhr findet eine Vorführung der Rattenfängersage vor dem Hochzeitshaus statt. Dazu öffnet sich eine Bronzetür und das Figuren- und Glockenspiel wird gezeigt. 
Nach aufwendiger Renovierung wurde 2005 die sogenannte „Erlebniswelt Weser-Renaissance“ im Hochzeitshaus eröffnet, musste jedoch nach knapp zwei Jahren aufgrund technischer Probleme und Fehlkalkulation wieder schließen. Das Projekt wurde im Schwarzbuch 2008 des Bundes der Steuerzahler als „Flop“ kritisiert.